# Centre national de gestion des réserves de faune
Le Centre National de Gestion des Réserves de Faune (ou CENAGREF) est une organisation gouvernementale créée le 2 avril 1996 au Bénin. Sa mission est de préserver et de gérer les réserves naturelles, parcs nationaux, réserves de faune, réserves spéciales ainsi que leurs zones tampons. Le CENAGREF est actif dans le parc national de la Pendjari et le parc national du W du Niger. Le CENAGREF dépendait, à sa création, du Ministère du développement rural. 
Le parc W est l'une des premières réserves de biosphère trans-frontières d'Afrique de l'Ouest, s'étendant entre le Bénin, le Burkina Faso et le Niger.
Le parc dispose d'un climat de type soudanien et est arrosé par les affluents du fleuve Niger. La flore est constituée de forêts-galeries et de toutes sortes de savanes. La faune y est abondante et diverse. On y retrouve entre autres le guépard, le lycaon, le léopard et le sassaby. Le CENAGREF travaille avec l'ONG italienne Ricerca e Cooperazione (Recherche et Coopération), pour aider à développer les communautés des municipalités périphériques de Banikoara, Kandi, Karimama et de Malanville, qui ont dû céder des terres à la réserve de la biosphère. Le Ministère italien des Affaires Étrangères fournit des fonds dans ce cadre. Les programmes comprennent la gestion participative des ressources naturelles, de l'éducation à l'environnement, le soutien à des bergers, de crédit et des activités agricoles.

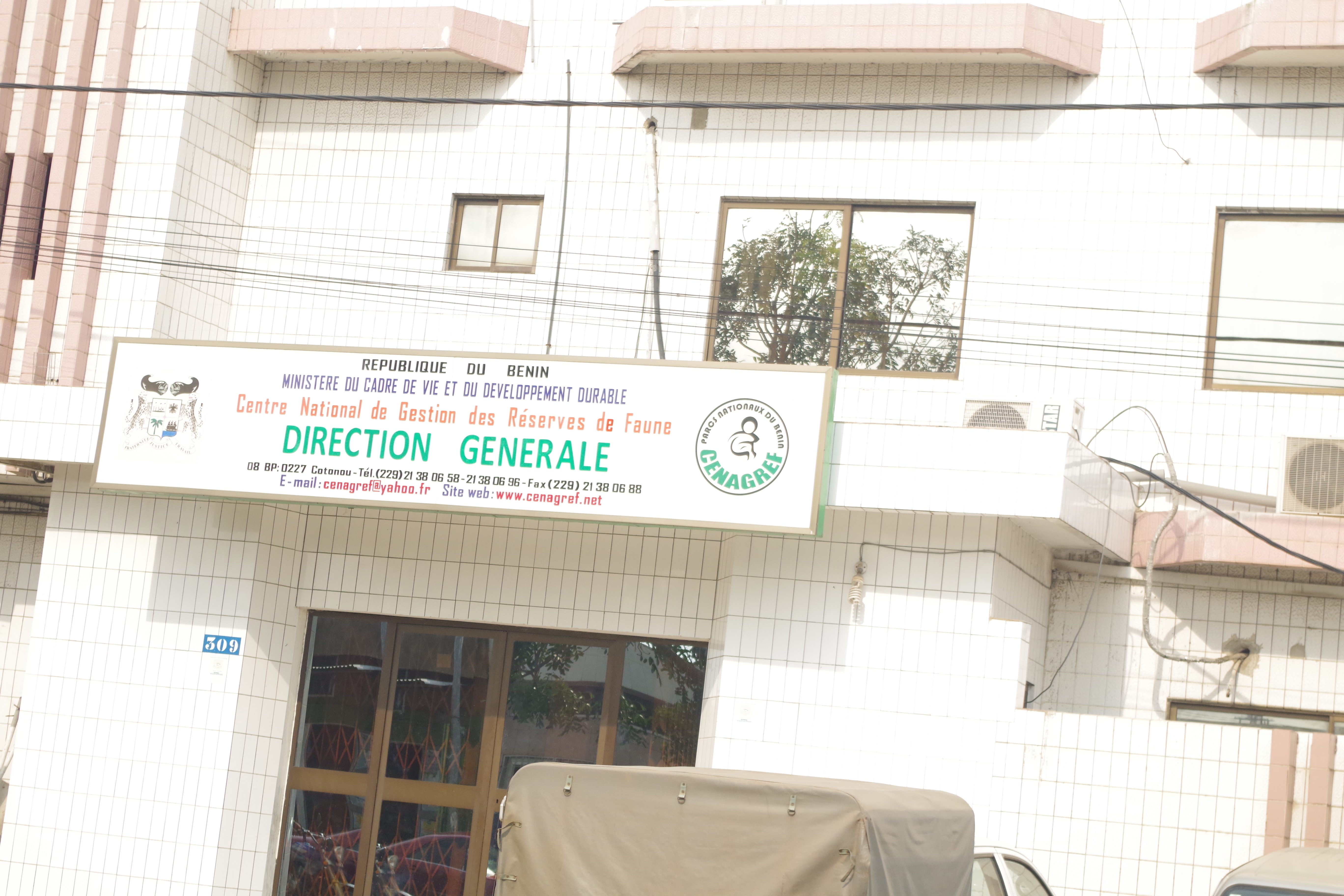
Centre national de gestion des réserves de faune (CENAGREF)